# Apple Corps
Pour les articles homonymes, voir Apple (homonymie).
Ne doit pas être confondu avec Apple Inc..
Apple Corps est une entreprise fondée en janvier 1968 par le groupe britannique The Beatles. Ils venaient en effet de dissoudre leur première société Beatles Ltd. pour former un conglomérat. Au XXIe siècle, l'entreprise continue à publier tous les contenus musicaux et audiovisuels des Beatles sur tous types de supports.

## Histoire
Lorsque les Beatles apprennent que leur « capital » peut être soit investi dans la création d’une entreprise soit dilapidé en impôts divers, ils choisissent la première solution, débouchant sur la naissance d’Apple Corps. Ce nom est un jeu de mots car l'homonyme anglais « apple core » signifie « trognon de pomme ».
Le nom et le logo ont été inspirés du tableau Le Jeu de Mourre de René Magritte acheté par Paul McCartney,, et le design est complété par le graphiste irlandais Gene Mahon . Originellement, la pomme verte que l'on voyait sur l'étiquette du disque de la face 1 ne devait pas avoir d'écriture tandis que la pomme coupée de la face 2 accueillerait le texte de cette face à gauche sous le titre « This Side » et à droite, le texte de l'autre face marquée de « Other Side ». L'idée a dû être abandonnée car la loi sur le copyright exigeait d'avoir l'information sur chaque côté du disque.
Apple est lancée en janvier 1968 avec ses divisions Apple Records (la seule qui sera rentable et survivra), Apple Electronics, Apple Publishing, Apple Films et Apple Retail. En plus de couvrir les finances et les activités des Beatles, la compagnie est censée apporter de l’aide à tout artiste dans le monde qui voudrait lancer un projet artistique de valeur. Outre les quatre Beatles, Neil Aspinall, Peter Brown (en) et Derek Taylor sont des membres importants de la compagnie.

### Un résultat contrasté

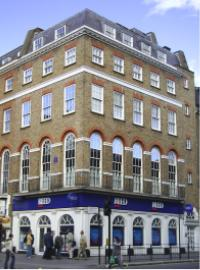
L'édifice du 94 Baker Street, coin Paddington, qui abritait jadis la boutique Apple.

En ce qui concerne la division Apple Retail, la boutique Apple (en) « de mode » ouverte au public le 7 décembre 1967 sur Baker Street à Londres figure dans la catégorie des catastrophes,. Lancée en grande pompe, le 5 décembre 1967, décorée d'une fresque psychédélique peinte sur ses deux façades par le collectif The Fool, elle sera fermée, le 31 juillet 1968 au bout de six mois — après que les riverains auront réussi à faire repeindre en blanc la fresque — devant un abîme de pertes dues à une gestion folklorique, voire inexistante,. Dernier « moment de gloire » pour la boutique fermée : un soir de la fin du mois d'août 1968, Paul McCartney, muni d’un pot de peinture, inscrit « Hey Jude » sur les vitrines, histoire de promouvoir le 45 tours à venir, le premier à sortir sur leur label illustré par une pomme Granny Smith,. Malheureusement, certains y ont perçu un lien avec les années de la guerre où les magasins de propriété juive d'Allemagne se voyaient affublé de « Juden » ou « Jude » sur leur vitrine.

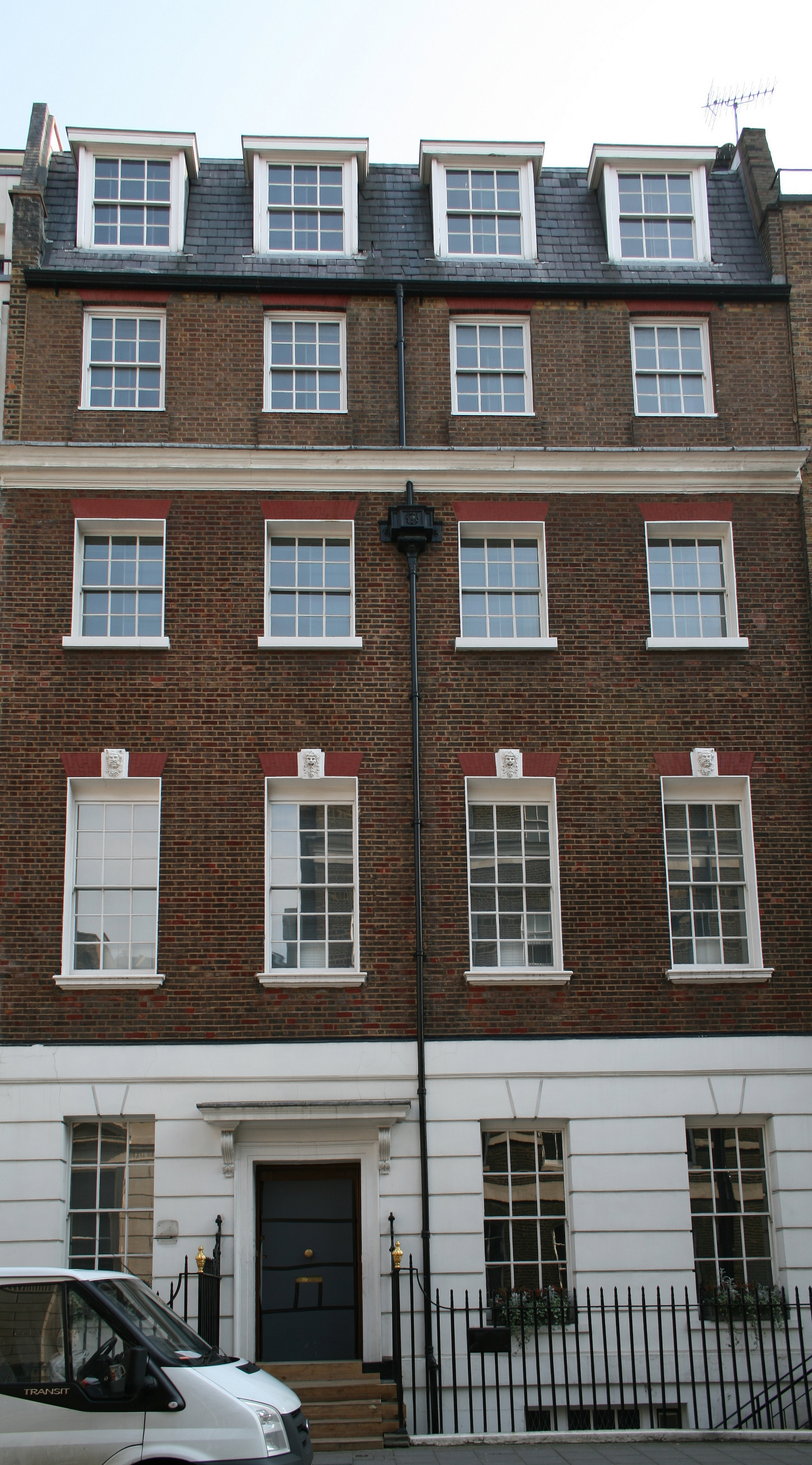
Le 3 Savile Row, où se situait le siège d'Apple.

Apple Electronics est confié au fameux « Magic Alex » (Alexis Mardas), sorte de charlatan intronisé « génie de l’électronique » qui a tapé dans l’œil de John Lennon, et qui sera à un moment donné un des principaux personnages de l'entourage direct du groupe,. Sa grande tâche est de concevoir le studio d’enregistrement au sous-sol de l’immeuble du 3, Savile Row, à Londres, où s’installe la compagnie. Il prétend construire le premier « 72 pistes » de l’histoire,.
Lorsque les Beatles découvrent le résultat, au moment de poursuivre leur projet Get Back en janvier 1969, ils tombent des nues,,. Rien n’est prévu pour le câblage, pour l’insonorisation (dans les deux sens), pour la communication entre la cabine d’enregistrement et le studio, Magic Alex a conçu une pauvre console de mixage qui sera immédiatement jetée au placard, et a disposé 16 baffles répartis tout autour du studio,.
Le groupe devra en catastrophe emprunter du matériel à EMI pour pouvoir mener à bien son projet, en coupant le chauffage central audible par manque d’insonorisation,. Ils y enregistrent finalement à partir du 22 janvier 1969 toutes les chansons de l'album Let it Be dont certaines seront jouées le 30 janvier lors de leur concert donné sur le toit de l'immeuble de Savile Row. Finalement, un « vrai » studio sera construit en 18 mois sous la direction de Geoff Emerick et servira, après la séparation des Beatles, aux artistes du label comme Badfinger, Billy Preston, Ravi Shankar, James Taylor… et aussi à Marc Bolan (T. Rex) ou Harry Nilsson. Il est fermé au milieu des années 1970, quand la compagnie déménage dans le quartier de Knightsbridge.
Les deux premières années d’existence d’Apple coïncident en fait avec la dégradation des relations entre les membres des Beatles, dont la séparation est officiellement annoncée en avril 1970. Pendant que le groupe se disloque, Allen Klein, devenu son manager contre la volonté de Paul McCartney, commence par négocier un très avantageux contrat de redistribution de royalties avec EMI, puis dans sa volonté de réduire les coûts, à renvoyer une grande partie du personnel, dont Alexis Mardas.

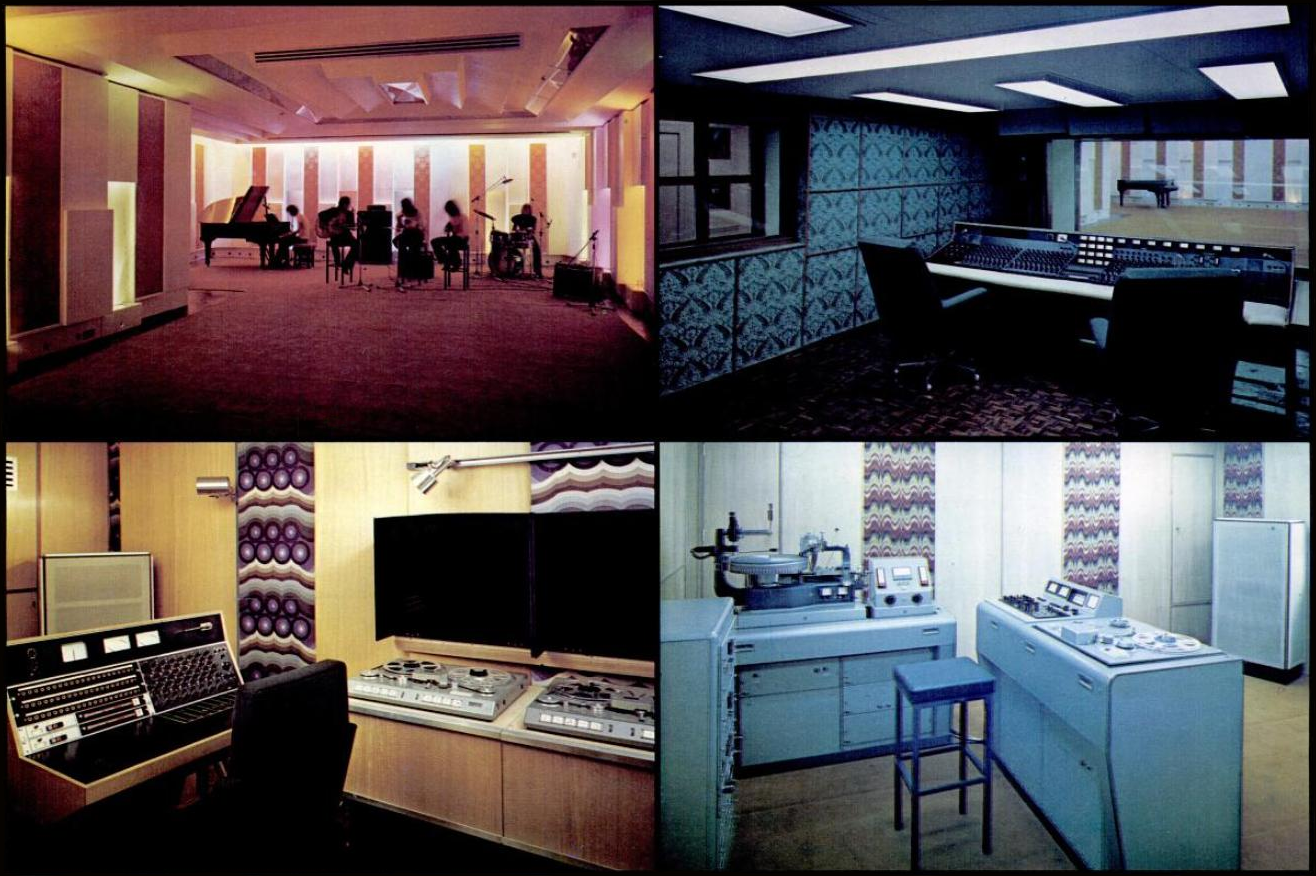
Les studios Apple tels que présentés dans une publicité publiée dans le magazine Billboard en 1971.

Le chaos financier qui préside aux débuts d’Apple Corps n’est résolu qu’au bout de nombreuses années de disputes. Quand la dissolution juridique des Beatles est prononcée en 1975, il est aussi question de la disparition d’Apple, mais la décision est finalement de maintenir la compagnie, qui va devenir très rentable, tout en supprimant toutes ses « divisions »,.
Sur le label Apple Records (distribué par EMI au Royaume-Uni et par Capitol Records aux États-Unis), sont publiés à partir d’août 1968 les derniers 45 tours (en commencant par Hey Jude) et 33 tours (à partir de l'« Album blanc ») du groupe encore actif, puis tous les disques que John, Paul, George et Ringo produisent séparément ensuite,. Il connaît une nouvelle ère de gloire et de profit à la fin des années 1980, lorsque tout le catalogue Beatles est réédité sur CD et, plus tard, avec la publication de la série The Beatles Anthology, puis de 1 en 2000. Apple Records commercialise le 9 septembre 2009 toute la production des Beatles (soit 14 albums) remasterisée, et continue de publier des albums « augmentés », pour le cinquantenaire de leurs publications, avec des versions « super deluxe » où apparaissent des prises alternatives des différentes chansons. Apple Corps produit aussi le film The Beatles: Eight Days a Week réalisé par Ron Howard en 2016. La compagnie est aussi à la manœuvre à partir de 2017, pour confier au réalisateur Peter Jackson près de 60 heures d'images et 150 heures d'audio, issus des séances de janvier 1969 et tournées par Michael Lindsay-Hogg. Le réalisateur néo-zélandais restaure, synchronise et monte un documentaire en trois parties et d'une durée frisant les huit heures, intitulé The Beatles : Get Back, mis en ligne en novembre 2021.
Durant presque 40 ans, le patron d’Apple Corps fut l’ancien road manager et ami des Beatles, Neil Aspinall. Il prend sa retraite en 2007 pour être remplacé par Jeff Jones (en) qui restera en poste pour 17 ans. Il est remplacé par Tom Greene le 1er juillet 2025. Les propriétaires de la compagnie sont Paul McCartney, Ringo Starr et les ayants droit de John Lennon et George Harrison.

### Apple contre Apple
À partir des années 1980, Apple doit batailler incessamment en justice avec son homonyme fondée en 1976 par Steve Jobs et Steve Wozniak, Apple Computer, sur une brûlante question de propriété et d’utilisation de la marque déposée. En 1981, un accord stipule qu'Apple Computer doit rester en dehors de l'industrie musicale.
De nouvelles actions en justice seront lancées à chaque fois qu'Apple Corps estimera que le fabricant d'ordinateurs viole cet accord : d'abord en 1989 avec une carte son compatible avec la technologie MIDI, ensuite en 2003 avec l'iPod et l'iTunes Music Store.
Un accord définitif est finalement trouvé en février 2007, au terme duquel Apple Computer, devenu Apple, Inc. en janvier de la même année, devient propriétaire de la marque Apple, tandis qu'Apple Corps en conserve l'usage pour ses propres activités. Une grande partie des termes de cet accord restent secrets. Mais une des conséquences certaines est l'apparition de tout le catalogue des Beatles numérisé sur l'iTunes Music Store en novembre 2010.
Des différends sur le montant des royalties reversées par EMI et Capitol entraînent une autre longue action devant les tribunaux, et là aussi, un accord à l’amiable est trouvé en 2007.